# Cantharospermum marmoratum
Cantharospermum marmoratum là một loài thực vật có hoa trong họ Đậu. Loài này được (R. Br. ex Benth.) Taubert ex Ewart & Davies miêu tả khoa học đầu tiên năm 1914.